# یوگنی سامویلوف
یوگنی سامویلوف (روسی: Евгений Валерианович Самойлов؛ ۱۶ آوریل ۱۹۱۲ – ۱۷ فوریهٔ ۲۰۰۶) بازیگر اهل اتحاد شوروی بود.

## گزیده فیلم‌شناسی
از فیلم‌ها یا برنامه‌های تلویزیونی که وی در آن نقش داشته‌است می‌توان به دریاسالار ناخیموف (فیلم)، واترلو، تانیا، داویت بک (فیلم)، و تاراس شوچنکو اشاره کرد.

## جوایز و افتخارات
وی همچنین برندهٔ جوایزی همچون نقاب زرین، نشان انقلاب اکتبر، جایزه هنرمند مردمی اتحاد جماهیر شوروی، نشان پرچم سرخ کار، مدال دفاع از مسکو، هنرمند مردمی جمهوری شوروی فدراتیو سوسیالیستی روسیه، و جایزه عقاب طلایی شده‌است.